# Stepkiwka (obwód mikołajowski)
Stepkiwka (ukr. Степківка) – wieś na Ukrainie, w obwodzie mikołajowskim, w rejonie perwomajskim, w hromadzie Kamjanyj Mist. W 2001 liczyła 1130 mieszkańców, spośród których 1111 wskazało jako ojczysty język ukraiński, 16 rosyjski, 2 mołdawski, a 1 białoruski.